# Peugeot 9X8
Peugeot 9X8 är en sportvagn som den franska biltillverkaren Peugeot presenterade i juli 2021.

## Peugeot 9X8
Peugeot 9X8 är byggd enligt reglementet för Le Mans Hypercar. Den gjorde sin debut i FIA World Endurance Championship säsongen 2022. Bilen använder en sexcylindrig turbomotor, kombinerat med en elmotor på framaxeln. 

## Tekniska data
| Tekniska data               | Peugeot 9X8                                                           |
| --------------------------- | --------------------------------------------------------------------- |
| Motor:                      | 90° V6-motor med biturbo                                              |
| Cylindervolym:              | 2,6 l                                                                 |
| Max effekt:                 | 680 hk                                                                |
| Max vridmoment:             |                                                                       |
| Ventilstyrning:             | Dubbla överliggande kamaxlar per cylinderrad, 4 ventiler per cylinder |
| Hybridsystem:               | KERS, 200 kW                                                          |
| Växellåda:                  | 7-växlad sekventiell                                                  |
| Hjulupphängning fram & bak: | Dubbla tvärlänkar, torsionsfjädring, krängningshämmare                |
| Bromsar:                    | Keramiska skivbromsar                                                 |
| Chassi & kaross:            | Chassi i aluminium/komposit-honeycomb med kolfiberkaross              |
| Hjulbas:                    | 305 cm                                                                |
| L x B x H:                  | 500 x 208 x 118 cm                                                    |
| Torrvikt:                   |                                                                       |

## Bilder

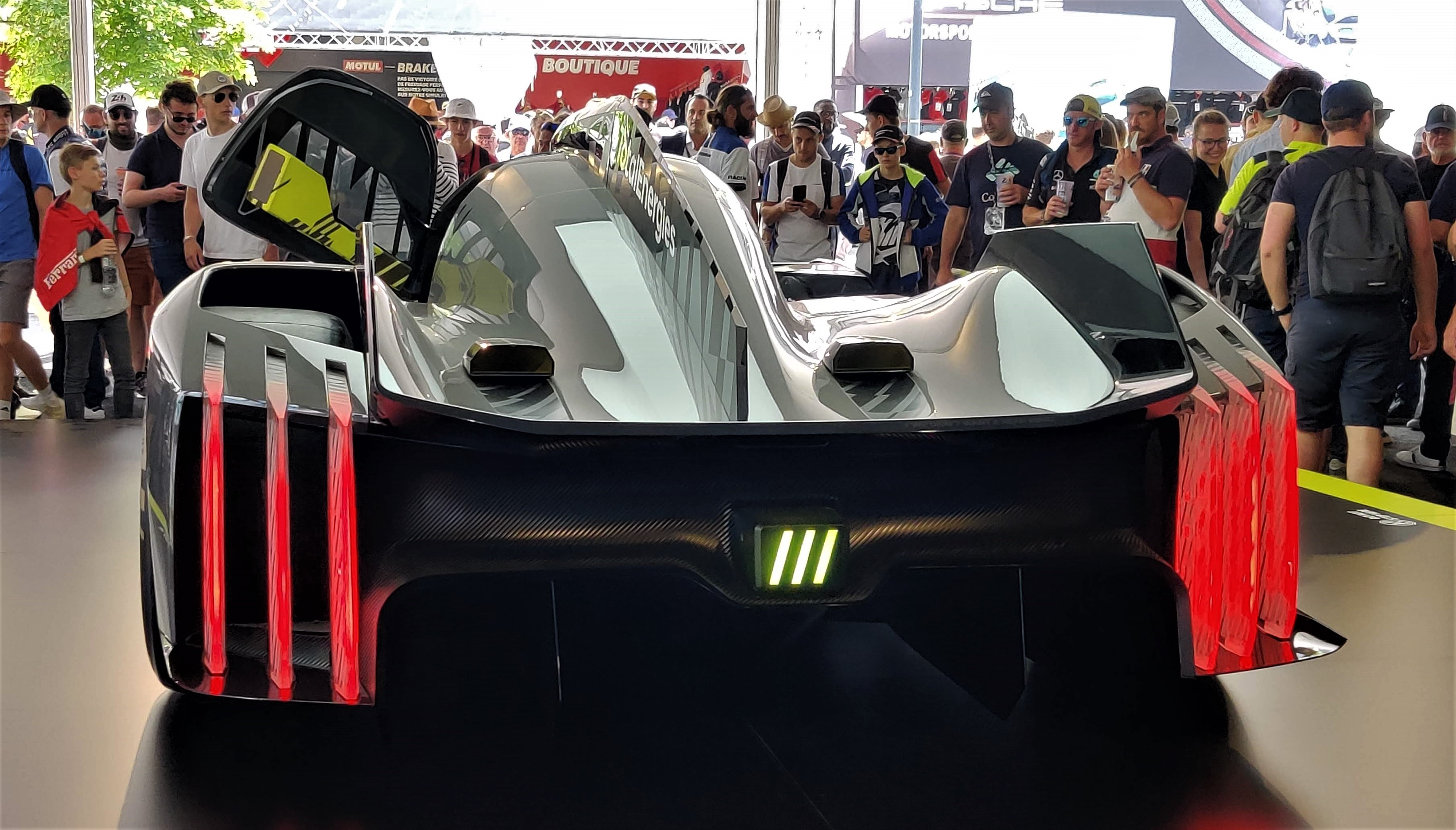
Peugeot 9X8 bakifrån.